# Cybergoth

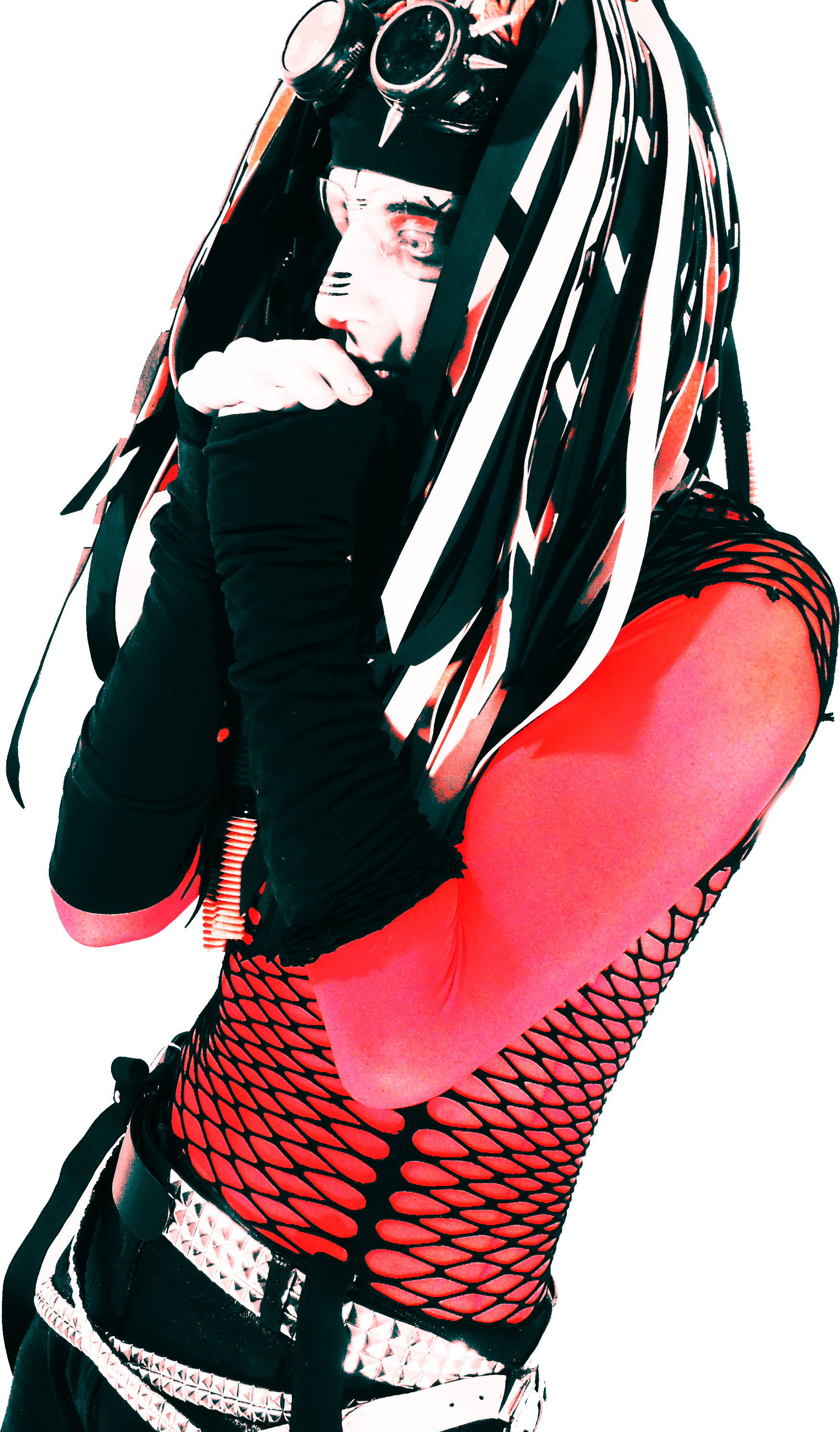
Một hình tượng cybergoth phổ biến

Cybergoth là một nhóm văn hóa kết hợp giữa thời trang goth, raver và rivethead. Có nhiều tranh luận khác nhau về việc liệu cybergoth có đủ điều kiện cần thiết để tạo thành một tiểu văn hóa hay không. Theo một số nhà phê bình, họ cho rằng cybergoth không hơn gì một biến thể thẩm mỹ nhỏ trên nền cyberpunk hoặc thời trang raver.

## Lịch sử
Thuật ngữ 'Cybergoth' được đặt ra vào năm 1988 bởi Games Workshop, cho trò chơi nhập vai Dark Future.
Cybergoth được coi là sự kết hợp giữa các yếu tố industrial và Graver (gothic + raver). Graver bắt đầu từ năm 1999 với tóc nối và đồ lưới sáng màu, nhưng tới năm 2002, các yếu tố của rave đã bị thay thế bởi các phụ kiện industrial như kính công nghiệp,đồ phát quang và trang phục tối màu. Dáng vẻ của David Bowie vào thập niên 70 được coi là cảm hứng của xu hướng này.

## Thời trang
Thời trang Cybergoth kết hợp thời trang rave, rivethead, cyberpunk và goth, cũng như lấy cảm hứng từ các hình thức khoa học viễn tưởng khác mà Androgyny là phổ biến. Phong cách này đôi khi có một màu chủ đề sáng hoặc phản ứng neon tương phản rõ rệt, chẳng hạn như đỏ, xanh lam, xanh lá cây neon, chrome hoặc hồng, dựa trên trang phục gothic đen, cơ bản. Các vật liệu đen bóng hoặc mờ như cao su và PVC đen bóng có thể được trộn và kết hợp với nhau để tạo ra một cái nhìn nhân tạo hơn.

## Âm nhạc
Vào thập niên đầu của thế kỷ 21, những chất liệu của thể loại nhạc trance cùng yếu tố điện tử đã hình thành Futurepop. Những thể loại tương tự gồm: aggrotech, power noise, techno, drum and bass, acid trance, darkstep, synthpop, electropop, gabber, hard trance, hardstyle, dubstep, dark psytrance, ebm, dark gothic, industrial, cyber, và gothic industrial.